# 1081

## Събития
На престола във Византия застава нов василевс, който поставя начало на нова династия Комнини.

## Родени
- Сугерий, Френски духовник и държавник.
- 1 декември – Луи VI, крал на Франция.